# Villamandos
Villamandos ist ein Ort und eine nordspanische Gemeinde mit 277 Einwohnern (Stand: 2024) in der Provinz León und der Region Kastilien-León. Neben dem Hauptort Villamandos gehört Villarrabines zur Gemeinde.

## Lage und Klima
Villamandos liegt etwa 44 Kilometer südlich von León im Nordwesten der Iberischen Meseta in einer Höhe von ca. 730 m. Der Esla begrenzt die Gemeinde im Osten.  
Das Klima im Winter ist rau, im Sommer dagegen trocken und warm; der Regen (499 mm/Jahr) fällt überwiegend im Winterhalbjahr.

## Bevölkerungsentwicklung
| Jahr      | 1970 | 1981 | 1991 | 2001 | 2011 | 2021 |
| Einwohner | 783  | 698  | 533  | 409  | 320  | 292  |

Aufgrund der durch die Mechanisierung der Landwirtschaft und der Aufgabe von bäuerlichen Kleinbetrieben ausgelösten Landflucht ist die Bevölkerung des Dorfes seit der Mitte des 19. Jahrhunderts kontinuierlich gewachsen.

## Sehenswürdigkeiten
- Johannes-der-Täufer-Kirche in Villamandos
- Kirche von Villarrabines

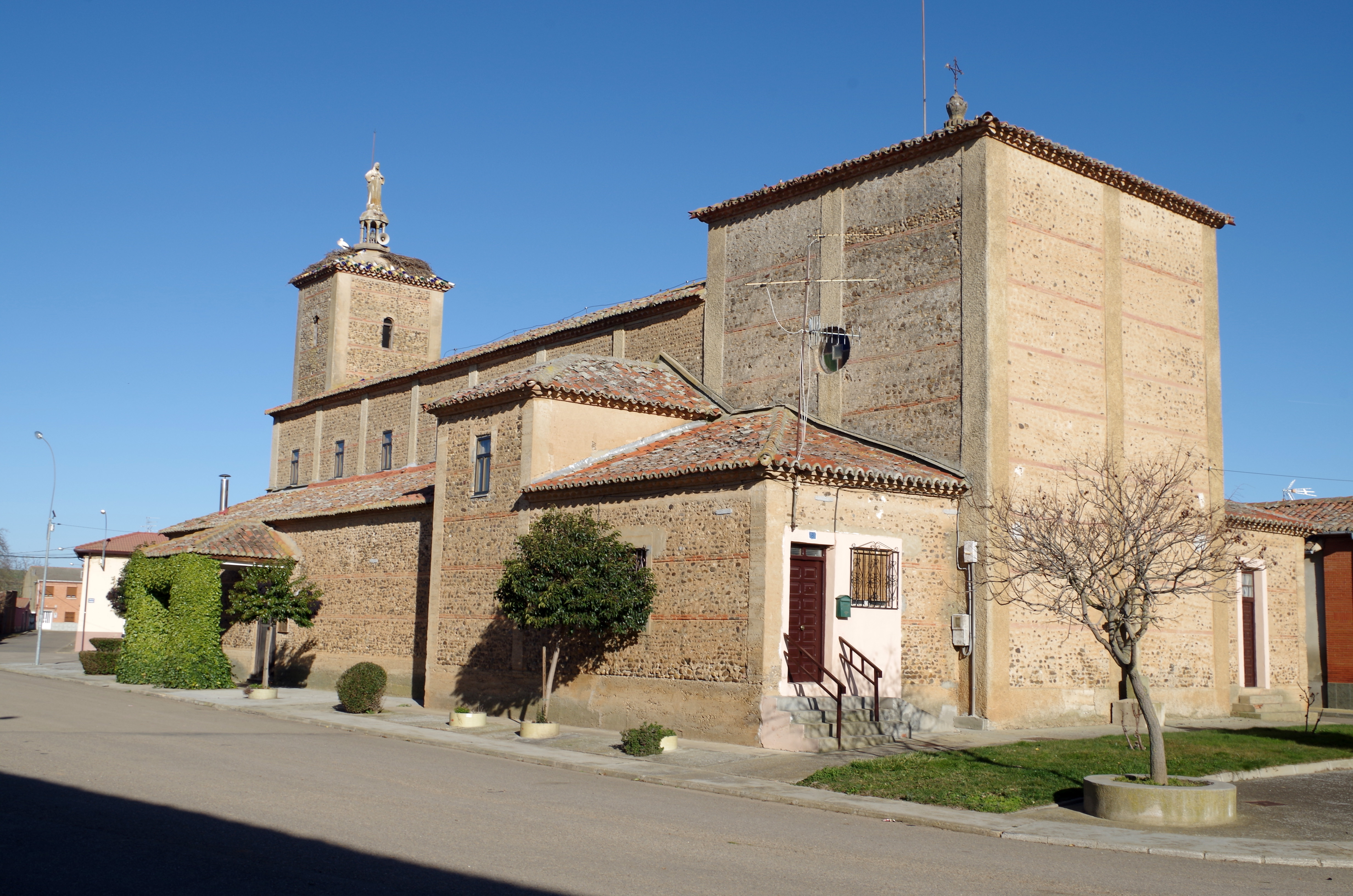
Johannes-der-Täufer-Kirche
Kirche von Villarrabines
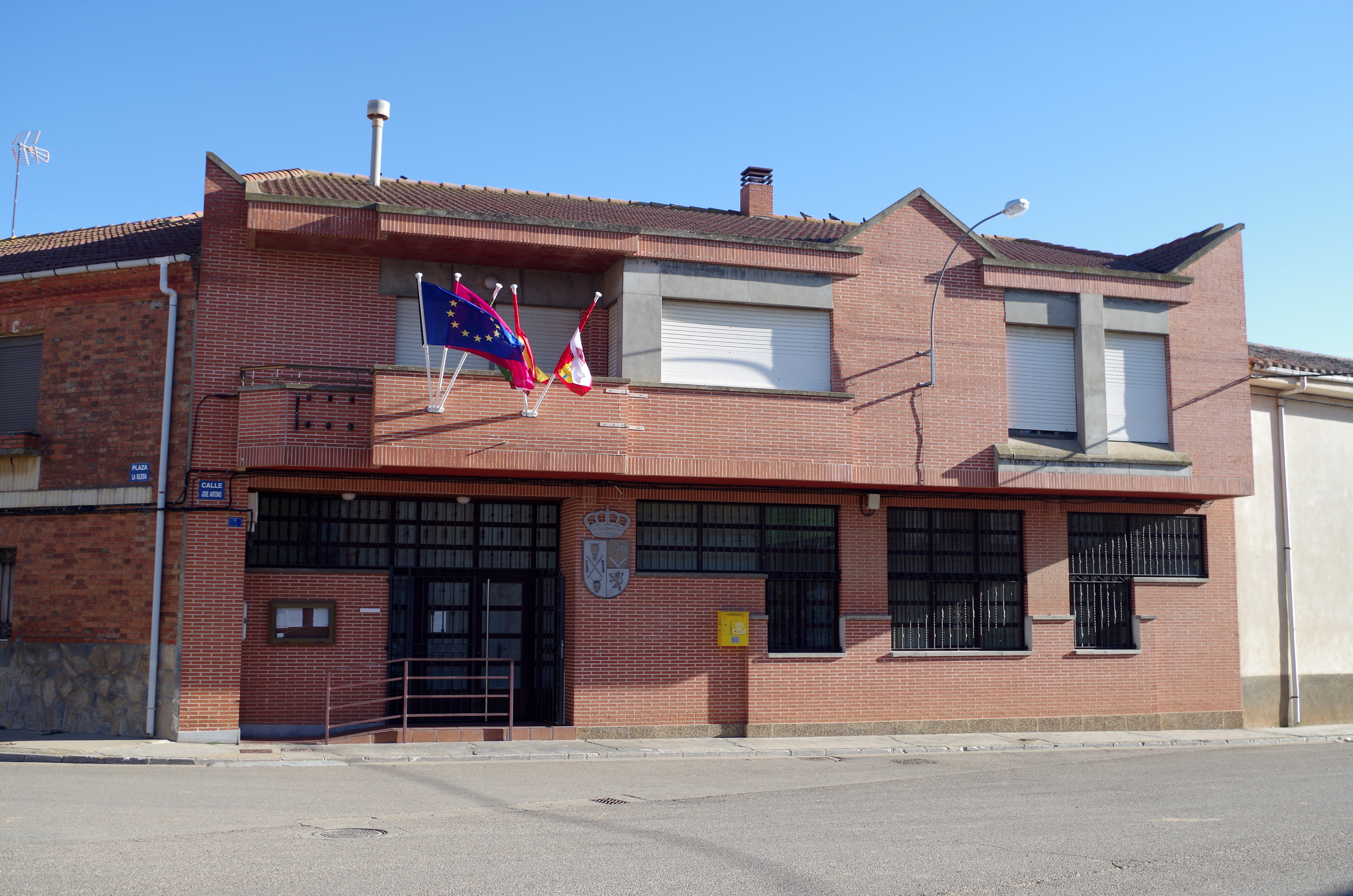
Rathaus